# Cal Codina de la Quadra
Cal Codina de la Quadra és una obra dels Prats de Rei (Anoia) inclosa a l'Inventari del Patrimoni Arquitectònic de Catalunya.

## Descripció
Es tracta d'un gran mas que consta d'un gran edifici d'habitatge i diversos edificis auxiliars, així com d'una notable capella, que comunica directament amb la casa, mitjançant un petit pont de pedra, que surt del primer pis. L'edifici principal, de planta rectangular i coberta de dos aiguavessos, consta de planta baixa i dos pisos, amb finestres i balcons de pedra ben treballada i ben escairada. A la planta baixa i a la façana principal, hi ha dos grans arcs a manera de porxo.

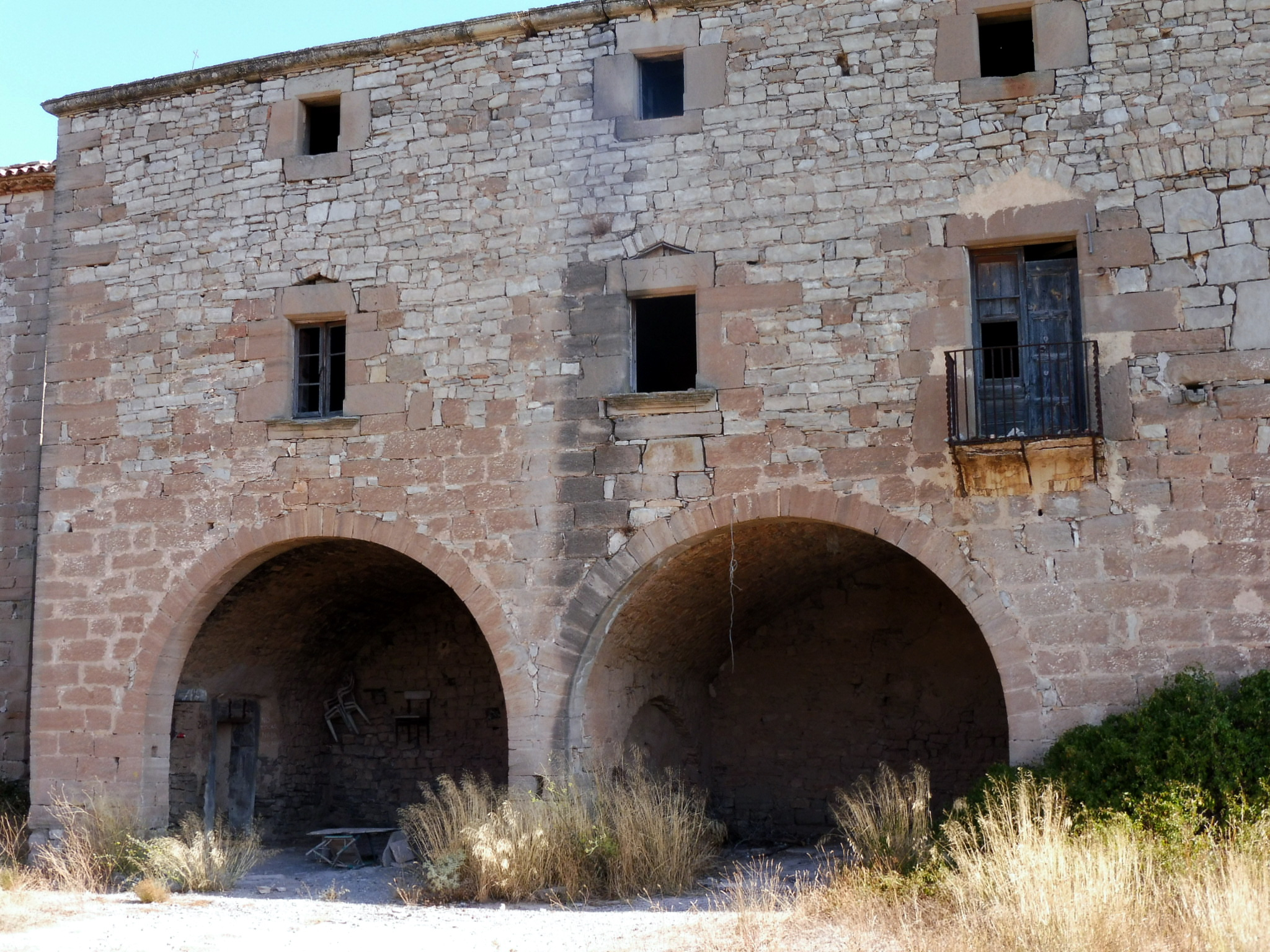
Façana de ponent

## Història
La Quadra de Galí és documentada ja des del 1068, com a terme autònom. Tradicionalment només tenia el mas de la Codina, per això se la coneix per Can Codina de la Quadra. La casa es construí, segons diu a la llinda d'un dels balcons, l'any 1728, i 15 anys més tard, el 1743 es feu la capella de Sant Antoni al costat del mas. L'any 1778 perdé la independència en unir-se a Solanelles. L'any 1840 s'uní juntament amb el poble de Solanelles, al municipi dels Prats de Rei.